# XIII secolo a.C.
Il XIII secolo a.C. (tredicesimo secolo avanti Cristo) è il secolo che inizia nell'anno 1300 a.C. e termina nell'anno 1201 a.C. incluso.

## Avvenimenti

### Medioriente
- 1297 a.C. o 1274 a.C. – Il faraone Ramesse II marcia contro Qadeš contro l'esercito ittita. Verrà in seguito fermato.[1]
- 1290 a.C. – Il faraone Seti I vince sugli Amorrei, e marcia su Kadesh dove affronta trionfalmente gli Ittiti per la prima volta. Benteshina, re degli Amorrei riconosce la sovranità dell'Egitto, ma Muwatalli, re degli Ittiti riprende l'offensiva. Benteshina viene deposto e al suo posto sale il principe Sabili, che conclude con lui un trattato di alleanza. Il confine tra l'impero Ittita e quello egiziano si trova sull'Oronte.

### Europa
- 1294 a.C. – A Creta inizia il regno di Minosse II.[1]
- 1290 a.C. ca. – Vengono costruite fortificazioni a Tirinto, Micene e Gla (Beozia).